# Taylah Preston
Taylah Preston (* 27. Oktober 2005 in Perth) ist eine australische Tennisspielerin.

## Karriere
Taylah Preston begann im Alter von vier Jahren mit dem Tennis beim Greenwood Tennis Club. Seit 2019 spielte sie auf der Juniorinnentour der ITF. Bei ihrer ersten Turnierteilnahme erreichte sie auf Anhieb das Finale. 2021 triumphierte sie bei drei Turnieren der Tour und insgesamt gewann sie 25 ihrer 28 Einzelspiele. Bei einem Profiturnier der ITF sah man sie erstmals 2020 in Perth. Bisher konnte sie 4 mal im Einzel und 2 mal im Doppel bei ITF-Turnieren triumphieren.
Anfang Januar 2022 spielte sie erstmals bei einem WTA-Turnier. Hierfür erhielt sie von der Turnierorganisation eine Wildcard für die Qualifikation des Melbourne Summer Set I und im Doppel für das Melbourne Summer Set II.
Bei den Australian Open erhielt sie eine Wildcard für das Hauptfeld des Juniorinneneinzel, wo sie aber bereits in der ersten Runde gegen Linda Nosková mit 3:6 und 1:6 verlor. Im Juniorinnendoppel schied sie mit Partnerin Jessie Culley ebenfalls bereits in der ersten Runde aus, ebenso wie im Damendoppel an der Seite von Seone Mendez für das die Paarung ebenfalls eine Wildcard erhalten hatte. In der Qualifikation für das Hauptfeld im Dameneinzel konnte sie, ebenfalls mit einer Wildcard ausgestattet, in der ersten Runde die Top-200-Spielerin Kurumi Nara mit 7:5 und 6:4 besiegen, ehe dann aber in der zweiten Runde eine klare 0:6 und 0:6-Niederlage gegen Jang Su-jeong folgte. Im Juniorinnendoppel konnte sie an der Seite ihrer Partnerin Charlotte Kempenaers-Pocz hingegen das Halbfinale erreichen, wo die beiden dann aber gegen die späteren Titelträgerinnen Clervie Ngounoue und Diana Schneider knapp mit 5:7 und 6:75 verloren. Bei den French Open erreichte sie im Juniorinneneinzel das Achtelfinale. Im Juni erhielt sie einen Startplatz für die Qualifikation bei den Libéma Open, ihrem ersten Turnier der WTA Tour. Dort erreichte sie als Qualifikantin das Hauptfeld, wo sie dann aber in der ersten Runde Arianne Hartono mit 4:6, 6:3 und 4:6 unterlag. In Wimbledon schied sie im Juniorinneneinzel bereits in der zweiten Runde aus, im Juniorinnendoppel zog sie mit Partnerin Irina Balus die Teilnahme zurück. Bei den US Open erreichte sie im Juniorinneneinzel das Achtelfinale, im Juniorinnendoppel an der Seite der Titelträgerin im Juniorinneneinzel von Wimbledon Liv Hovde das Halbfinale.
Am 13. April 2024 spielte sie erstmals für die australische Billie-Jean-King-Cup-Mannschaft. Das Match gegen Marcela Zacarías gewann sie mit 6:1 und 6:1.

## Turniersiege

### Einzel
| Nr. | Datum              | Turnier  | Kategorie | Belag     | Finalgegnerin    | Ergebnis       |
| --- | ------------------ | -------- | --------- | --------- | ---------------- | -------------- |
| 1.  | 28. Mai 2023       | Monastir | ITF W25   | Hartplatz | Gabriela Knutson | 3:6, 7:65, 6:3 |
| 2.  | 24. September 2023 | Perth    | ITF W25   | Hartplatz | Talia Gibson     | 7:5, 6:1       |
| 3.  | 15. Oktober 2023   | Cairns   | ITF W25   | Hartplatz | Yūki Naitō       | 6:4, 6:4       |
| 4.  | 26. November 2023  | Brisbane | ITF W60   | Hartplatz | Darja Astachowa  | 6:3, 6:4       |

### Doppel
| Nr. | Datum            | Turnier | Kategorie      | Belag     | Partnerin       | Finalgegnerinnen                      | Ergebnis         |
| --- | ---------------- | ------- | -------------- | --------- | --------------- | ------------------------------------- | ---------------- |
| 1.  | 14. Oktober 2023 | Cairns  | ITF W25        | Hartplatz | Destanee Aiava  | Roisin Gilheany Alicia Smith          | 7:65, 7:5        |
| 2.  | 2. November 2024 | Sydney  | ITF W75        | Hartplatz | Lizette Cabrera | Destanee Aiava Maddison Inglis        | 6:1, 3:6, [10:8] |
| 3.  | 15. Februar 2025 | Cancún  | WTA Challenger | Hartplatz | Maya Joint      | Aliona Bolsova Yvonne Cavalle-Reimers | 6:4, 6:3         |